# Geen bepaalde nacht en geen bepaalde morgen
Geen bepaalde nacht en geen bepaalde morgen is een sciencefictionverhaal geschreven door de Amerikaan Ray Bradbury in 1951. Hij gaf zelf aan dat zijn werk niet onder een noemer is te vangen en dat blijkt ook uit dit verhaal. Het verhaal grenst als sciencefictionverhaal aan het genre psychologisch verhaal. No particular night or morning was niet eerder als los verhaal gepubliceerd toen het in de verzameling The illustrated man werd opgenomen. In het Nederlandse taalgebied verscheen in de bundel De geïllustreerde man bij Born NV Uitgeversmaatschappij in de serie Born SF (1976). Het verhaal kreeg bij de Spectrum-uitgave uit 1984 een gewijzigde titel: Geen avond en geen morgen. 

## Het verhaal
Astronaut Hitchcock heeft een erge vorm van identiteitscrisis als hij op ruimtereis is. Hij gelooft niets wat hij niet ziet of aan kan aanraken. Op een verre ruimtereis overvalt het hem, dat hij niet meer kan zien waar hij vandaan komt, noch kan hij zien waar hij naar toegaat. Voorts heeft hij te maken met de situatie dat er in het heelal dag noch nacht is, het er altijd donker is en dat er geen boven en onder is. Zijn medereiziger Clemens begint te vermoeden dat dit verkeerd gaat aflopen en wil Hitchcock naar de scheepspsycholoog zenden. Hitchcock zelf vindt dat overbodig; hij vraagt zich alleen meer dingen af dan anderen. De crisis slaat plotseling toe als Clemens Hitchcock niet meer aan boord treft. Hij blijkt zichzelf in een ruimtepak de ruimte te hebben ingeslingerd. Voor Clemens is dat het einde voor Hitchcock; hij zal een hongerdood sterven. Voor Hitchcock zelf is het alleen een verdere beperking. Hij zit in een gesloten ruimtepak en kan dus zijn eigen handen en benen niet meer zien dan wel aanraken. Die bestaan dus ook niet meer.